# Northey Island
Northey Island är en ö i Storbritannien.   Den ligger i riksdelen England, i den sydöstra delen av landet, 60 km öster om huvudstaden London.